# Алексеевская слобода
Алексе́евская слобода́ — одна из московских слобод. Существовала в XVII—XIX веках.
Первые свидетельства об Алексеевской слободе датируются началом XVII столетия. Тогда в слободе насчитывалось 65 дворов. Это была чёрная тяглая слобода, её население было обязано нести государственные повинности. Предположительно, она была названа по имени церкви во имя святого Алексия, московского митрополита, здание которой в значительно искажённом виде стоит на соседней Николоямской улице. Пересекали слободу Большая и Малая Алексеевские улицы.
Большая Алексеевская улица была основной улицей слободы. Писатель П. И. Богатырёв, говоря о Москве 1880—1890-х годов, называл её одной из самых лучших в Москве:
Большая Алексеевская улица в своём начале очень широка, почти шире всех улиц Москвы. Богатые, великолепные дома делают её прекрасной улицей. Здесь нет ни лавок, ни магазинов, ни мастерских, кроме двух золото-канительных фабрик Алексеевых.
Часть левого берега реки Яузы в районе слободы в конце XVI века была занята Греческой слободой, а к 1671 году здесь поселились стрельцы московского гарнизона. В конце XIX — начале XX веков в купеческой части слободы началось строительство больших доходных домов.